# Maik Bullmann

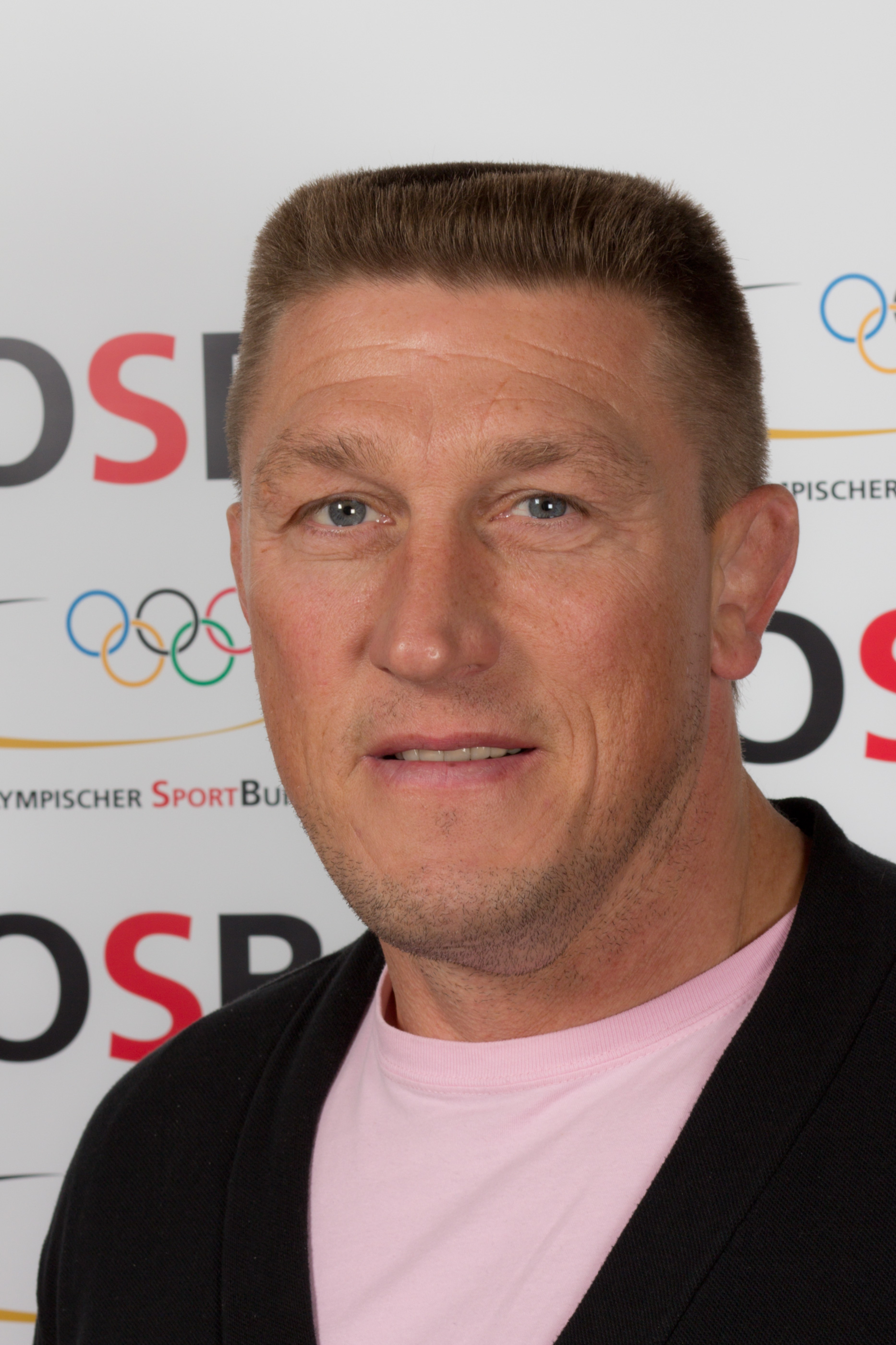
Maik Bullmann, 2012

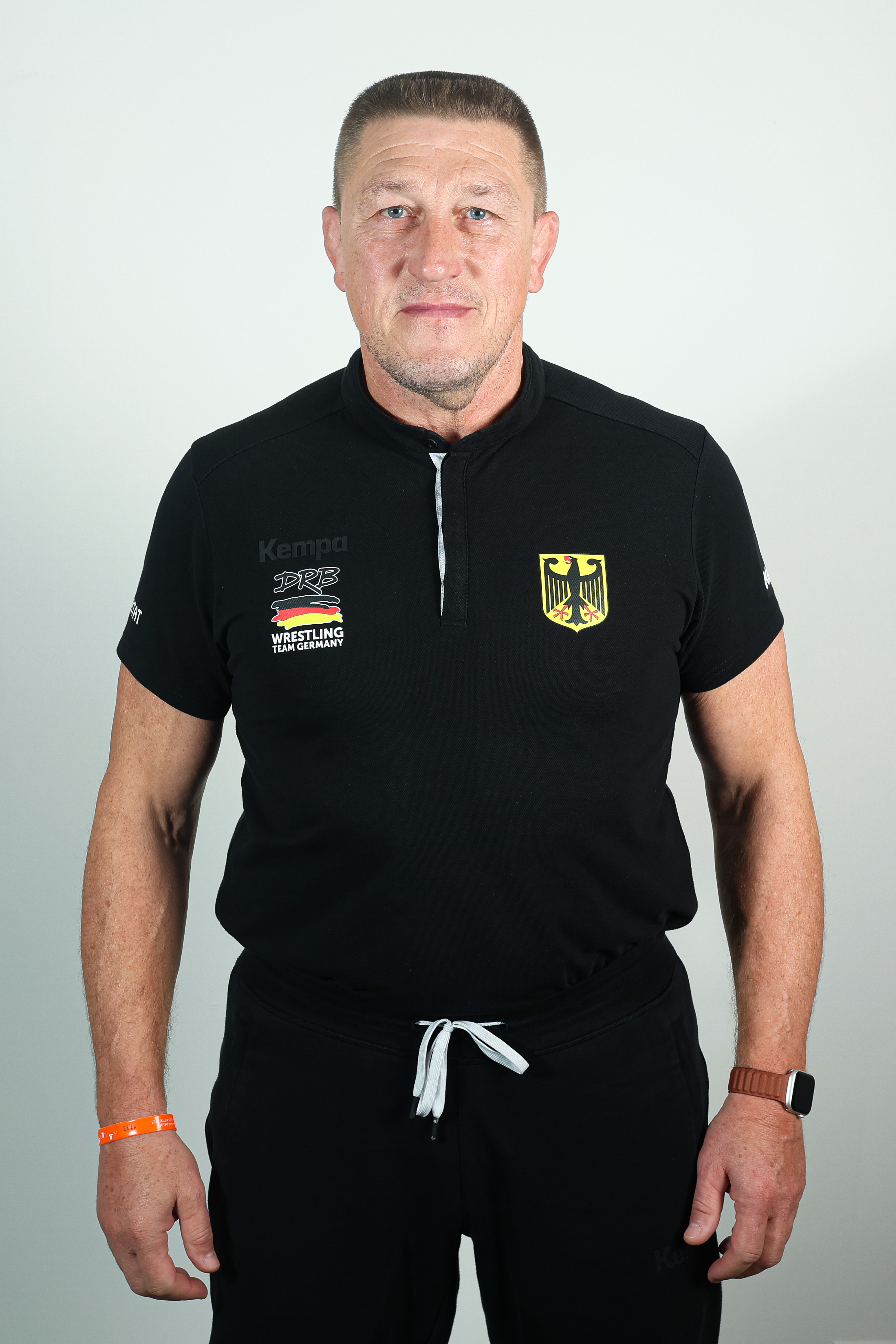
Maik Bullmann 2024

Maik Bullmann (auch Mike Bullmann) (* 25. April 1967 in Frankfurt (Oder)) ist ein ehemaliger deutscher Ringer und derzeitiger Trainer. Er war Olympiasieger und dreifacher Welt- und Europameister im griechisch-römischen Stil im Halbschwergewicht. Er ist der Bundestrainer der Ringer-Nationalmannschaft im griechisch-römischen Stil des Deutschen Ringer-Bundes.

## Werdegang
Maik Bullmann wuchs zu DDR-Zeiten in Frankfurt (Oder) auf. Schon frühzeitig begann er beim „Datenverarbeitungszentrum (DVZ)“ Frankfurt (Oder) und Trainer Horst Vogelsang mit dem Ringen und wurde nach ersten Erfolgen wegen seines Talentes, das sich schon damals abzeichnete, zum ASK Vorwärts Frankfurt delegiert. Dort fand er in Günter Reichelt und Peter Mandelkow die Trainer, die ihn viele Jahre sehr erfolgreich betreuten. Damals erlernte er auch den Beruf eines Maschinenschlossers. Aber auch Fred Hoffmann und Werner Heppner hatten großen Anteil an seinen Erfolgen. Nachdem er 1986 und 1987 sehr gute Resultate bei den Junioren-Europameisterschaften beziehungsweise Junioren-Weltmeisterschaften im griechisch-römischen Stil, dem Stil, den er ausschließlich rang, erzielt hatte, durfte er auch bei den Olympischen Spielen 1988 in Seoul an den Start gegen, konnte sich aber noch nicht im Vorderfeld platzieren.
Im Mai 1989 zeigte Maik Bullmann, welche Fortschritte er gemacht hatte. Bei der Europameisterschaft in Oulu wurde er Vizeeuropameister. Nur dem Russen Wladimir Popow musste er sich geschlagen geben.
Bei den Weltmeisterschaften 1989 in Martigny/Schweiz – in der DDR nahmen die Bürgerproteste, die das Ende der DDR brachten, bereits ihren Anfang – gelang Maik Bullmann der erste große Erfolg seiner Laufbahn. Er wurde Weltmeister im Halbschwergewicht. In der Fachzeitschrift „Der Ringer“ heißt es dazu: „Der Frankfurter (an der Oder) Maik Bullmann war der überlegenste Meister der WM in Martigny. In keinem seiner Kämpfe musste der DDR-Meister über die volle Kampfzeit gehen.“
Bei der Europameisterschaft 1990 startete er eine Gewichtsklasse höher. Im Schwergewicht gewann er die Silbermedaille. Nur der Russe Anatol Fedarenka war besser als er. Nach der Wiedervereinigung der beiden deutschen Staaten setzte Bullmann seine Karriere in Deutschland nahtlos fort. Er startete nunmehr für den AC Bavaria Goldbach, später für den 1. Luckenwalder SC. Bei der Weltmeisterschaft in Rom verteidigte er seinen WM-Titel im Halbschwergewicht mit Erfolg. Acht Siege waren dazu erforderlich.
Bei der Europameisterschaft 1991 in Aschaffenburg schlug er zwar den türkischen Spitzenringer und späteren Weltmeister Hakkı Başar, erlitt aber im Kampf gegen Pawel Potapow aus der UdSSR eine Rippenverletzung, die ihn so behinderte, dass er gegen diesen und Tibor Komáromi aus Ungarn verlor. Wieder genesen, gewann er ein halbes Jahr später bei der Weltmeisterschaft in Warna seinen dritten WM-Titel im Halbschwergewicht in Folge. Im Finale bezwang er Reynaldo Peña aus Kuba, der vorher Potapow ausgeschaltet hatte.
1992 wurde das erfolgreichste Jahr Maik Bullmanns. Im April wurde er in Kopenhagen überlegen Europameister und erzielte dabei bei seinen sechs Siegen ein Punkteverhältnis von 33:1 zu seinen Gunsten. In Barcelona wurde er in genauso überlegenem Stil Olympiasieger im Halbschwergewicht. Im Endkampf schlug er Hakkı Başar sicher mit 5 : 0 Punkten. Sein Punkteverhältnis in 5 Kämpfen betrug diesmal 32 : 1.
Für den Gewinn der Goldmedaille bei den Olympischen Spielen 1992 wurde er am 23. Juni 1993 mit dem Silbernen Lorbeerblatt ausgezeichnet.
Maik Bullmann war bis dahin in den vier großen Meisterschaften (WM 89, 90 und 91 und OS 92) noch unbesiegt.
Seine erste Niederlage musste er bei den Weltmeisterschaften 1993 im Finale von dem Russen Gogi Koguaschwili, der sich im weiteren Verlauf der Laufbahn Maik Bullmanns noch zu einem wahren Angstgegner entwickeln sollte, nach Punkten. Beim Großen Preis von Deutschland im Frühjahr 1993 hatte Bullmann Koguaschwili noch besiegt.
1994 verlor Maik Bullmann, nach einer längeren Verletzungspause schlecht vorbereitet, bei der Europameisterschaft in Athen in der 2. Runde gegen den Norweger Stig Kleven und kam nur auf den 8. Platz. Bei der Weltmeisterschaft in Tampere war er wieder in besserer Form und gewann eine Bronzemedaille. Koguaschwili war wieder Endstation für ihn. 
Bei der Europameisterschaft 1995 in Besançon wurde Maik nach vier überlegenen Siegen erneut von Koguaschwili geschlagen und wurde Vizeeuropameister. Bei der Weltmeisterschaft 1995 in Prag konnte er verletzungsbedingt nicht antreten.
Das letzte Jahr seiner Karriere, in dem Maik Bullmann noch einmal sehr erfolgreich sein sollte, war 1996. Er wurde erneut Vizeeuropameister in Budapest, wo er wieder an Koguaschwili scheiterte und gewann bei den Olympischen Spielen in Atlanta eine Bronzemedaille.
Auch in den Jahren 1997 bis 2000 beteiligte sich Maik Bullmann bei den internationalen Meisterschaften. Es gelang ihm aber kein Medaillengewinn mehr. Für die Olympischen Spiele 2000 konnte er sich nicht mehr qualifizieren.
Der internationale Ringerverband FILA hat die großartigen Leistungen Maik Bullmanns gewürdigt und ihn im September 2006 in die FILA International Wrestling Hall of Fame aufgenommen.
Maik Bullmann war während seiner aktiven Laufbahn Angehöriger der Bundeswehr und Gastronom in Frankfurt (Oder), absolvierte nach seiner Karriere eine Trainerausbildung und ist heute Bundestrainer beim Deutschen Ringer-Bund, zuständig für den Männerbereich und danach im Juniorenbereich im griechisch-römischen Stil. Einen ersten großen Erfolg feierte er als Bundestrainer bei den Olympischen Spielen 2008 in Peking, als sein Schützling Mirko Englich im Halbschwergewicht die Silbermedaille gewann.

## Internationale Erfolge
(OS = Olympische Spiele, WM = Weltmeisterschaft, EM = Europameisterschaft, GR = griech.-röm. Stil, Mi = Mittelgewicht (bis 92 kg Körpergewicht), Hs = Halbschwergewicht (bis 1996 bis 90 kg Körpergewicht, danach bis 97 kg Körpergewicht), S = Schwergewicht, bis 100 kg Körpergewicht)
- 1986, 3. Platz, Junioren-EM (Espoirs) in Malmö, GR, Mi, hinter Wjatscheslaw Olijnyk, UdSSR und Stig Kleven, Norwegen;
- 1987, 3. Platz, Junioren-WM (Espoirs) in Vancouver, GR, Mi, hinter Nail Aliamjaschew, UdSSR und Lee Jae-Young, Korea und vor Christo Christow, Bulgarien, Henryk Topor, Polen und Thomas Zander, BR Deutschland;
- 1988, 5. Platz, EM in Kolbotn/Norwegen, GR, Mi, hinter Michail Mamiaschwili, UdSSR, Tibor Komáromi, Ungarn, Timo Niemi, Finnland und Miroslav Ștefan, Rumänien;
- 1988, 11. Platz, OS in Seoul, GR, Mi, Sieger: Michail Mamiaschwili vor Komáromi, Sang Kim-Kyu, Korea und Kleven;
- 1989, 2. Platz, EM in Oulu, GR, Hs, hinter Wladimir Popow, UdSSR und vor Andreas Steinbach, BR Deutschland, Péter Farkas, Ungarn und Radosław Turkot, Polen;
- 1989, 1. Platz, WM in Martigny/Schweiz, GR, Hs, vor Mike Foy, USA, Roger Gries, BR Deutschland, Ueon Jin-Han, Korea, Sjarhej Dsjamjaschkewitsch, UdSSR und Harri Koskela, Finnland;
- 1990, 2. Platz, EM in Posen, GR, S, hinter Anatol Fedarenka, UdSSR und vor Andrzej Wroński, Polen, Ion Ieremciuc, Rumänien, Gries und Ferenc Takács, Ungarn;
- 1990, 1. Platz, WM in Rom, GR, Hs, mit Siegen über Bakker, Niederlande, Foyt, Ivošević, Jugoslawien, Mikael Ljungberg, Schweden, Iwajlo Jordanow, Bulgarien, Kraczewski, Polen, Wjatscheslaw Olijnyk und Harri Koskela;
- 1991, 4. Platz, EM in Aschaffenburg, GR, Hs, mit Siegen über Henri Meiss, Frankreich, Hakkı Başar, Türkei, Jordanis Konstantinidis, Griechenland und Pajo Ivošević und Niederlagen gegen Pawel Potapow, UdSSR und Tibor Komáromi;
- 1991, 1. Platz, WM in Warna, GR, Hs, mit Siegen über Ivošević, Ljungberg, Meiss, Jordanow und Reynaldo Peña, Kuba; im Kampf Bullmann gegen Komáromi wurden beide Ringer disqualifiziert, was zum Ausscheiden Komáromis führte;
- 1992, 1. Platz, EM in Kopenhagen, GR, Hs, mit Siegen über Hassan Torabi, Dänemark, (16:0), Hakkı Başar (4:0), Olijnyk (2:0), Koskela (3:1), Komáromi (5:0) und Jordanow (3:0);
- 1992, Goldmedaille, OS in Barcelona, GR, Hs, mit Siegen über Mustapha Ramadan, Ägypten (5:0), Mohammed Naouar, Tunesien (15:0), Ljungsberg (4:0), Hassan Bakah, Iran (3:1) und Hakkı Başar (5:0);
- 1993, 1. Platz, Großer Preis von Deutschland in Koblenz, GR, Hs, vor Gogi Koguaschwili, Russland, Sjarhej Kiriltschuk, Belarus und Randy Couture, USA;
- 1993, 2. Platz, WM in Stockholm, GR, Hs, mit Siegen über Tengis Tedoradse, Georgien, Sergei Matwijenko, Kasachstan, Franz Marx, Österreich und einer Niederlage gegen Koguaschwili;
- 1994, 8. Platz, EM in Athen, GR, Hs, mit Sieg über Kamel Hamiche Frankreich und einer Niederlage gegen Kleven;
- 1994, 3. Platz, WM in Tampere, GR, Hs, mit Siegen über Olsson, Schweden, Goran Kasum, Jugoslawien, Peña und Marek Kraszewski, Polen und einer Niederlage gegen Koguaschwili;
- 1995, 1. Platz, World-Military-Games, GR, S, vor Anatolij Kozuba, Ukraine und Giuseppe Giunta, Italien;
- 1995, 2. Platz, EM in Besançon, GR, Hs, mit Siegen über Kiriltschuk, Petru Surdureac, Rumänien, Jacek Fafiński, Polen und Aap Ustpenski, Estland und einer Niederlage gegen Koguaschwili;
- 1996, 2. Platz, EM in Budapest, GR, Hs, mit Siegen über Kasum, Fafiński, Ali Mollow, Bulgarien und einer Niederlage gegen Koguaschwili;
- 1996, Bronzemedaille, OS in Atlanta, GR, Hs, mit Siegen über Mustapha Hussein, Ägypten, Aljaksandr Sidarenka, Belarus, Christo Dimitrow, Bulgarien, Derrick Waldroop, USA, Basar und einer Niederlage gegen Olijnyk; Im Kampf um die Bronzemedaille siegte er noch einmal gegen Sidarenka;
- 1997, 4. Platz, WM in Breslau, GR, Hs, mit Siegen über Marek Švec, Tschechien, Choren Papojan, Armenien, Olijnyk und Niederlagen gegen Fedarenka und Wroński;
- 1998, 2. Platz, Großer Preis der Akropolis in Athen, GR, Hs, hinter Sjarhej Lischtwan, Belarus und vor Ali Mollow;
- 1998, 1. Platz, Großer Preis von Deutschland in Aalen, GR, Hs, vor Fedarenka und Švec;
- 1998, 14. Platz, WM in Gävle, GR, Hs, mit Sieg über Huang, Volksrepublik China und Meduna, Slowakei und Niederlage gegen Mollow;
- 1999, 9. Platz, EM in Sofia, GR, Hs, mit Sieg über Karelsen, Estland und einer Niederlage gegen Ljungberg;
- 1999, 12. Platz, WM in Athen, GR, Hs, mit Sieg über Ezerskis, Lettland und Niederlagen gegen Peña und Wroński;
- 2000, 2. Platz, Olympia-Qualifikations-Turnier in Taschkent, GR, Hs, hinter Dawid Saldadse, Ukraine und vor Aleksey Cheglakov, Usbekistan;
- 2000, 11. Platz, EM in Moskau, GR, Hs, mit Sieg über Rafael Samurgatschew, Armenien und einer Niederlage gegen Surdureac;

## Deutsche Meisterschaften
- 1986, 2. Platz (DDR), GR, Mi, hinter Härtel, Leipzig und vor Rolleczek, Leipzig;
- 1987, 3. Platz (DDR), GR, Hs, hinter Feiertag, Leipzig und Olaf Koschnitzke, Frankfurt (Oder);
- 1988, 2. Platz (DDR), GR, Hs, hinter Koschnitzke und vor Feiertag;
- 1991, 1. Platz, GR, Hs, vor Andreas Steinbach, Lahr-Kuhbach und Mario Trautmann, Lünen;
- 1992, 1. Platz, GR, Hs, vor Franz Achter, Hallbergmoos und Roger Gössner, Lampertheim;
- 1995, 1. Platz, GR, S, vor Lars Petzold, Weingarten und Dirk Zimmermann, Eisenhüttenstadt;
- 1997, 1. Platz, GR, Hs, vor Pius Grents, Hüttigweiler und Roman Mysliwitz, Duisdorf;
- 1999, 1. Platz, GR, Hs, vor Mirko Englich, Witten und Christoph Zauner, Bad Reichenhall

## Auszeichnungen
- 1992: Bambi